# 오픈AI 코덱스
오픈AI 코덱스(OpenAI Codex)는 오픈AI가 개발한 인공지능 모델이다. 응답 시 자연어의 구문을 분석하고 코드를 생성한다. 비주얼 스튜디오 코드와 Neovim 등의 선별된 통합 개발 환경(IDE)을 위한 프로그래밍 자동 완성 도구인 깃허브 코파일럿을 지원한다. 코덱스는 오픈AI의 GPT-3 모델의 후손으로, 프로그래밍 애플리케이션에서의 사용에 최적화되어 있다.
오픈AI는 클로즈드 베타로서 코덱스용 API를 공개했다. 2023년 3월, 오픈AI는 코덱의 접근을 종료했다. 연구자들로부터의 대중적 항의로 인해 오픈AI는 이 결정을 되돌렸다. 코덱스 모델은 지금도 오픈AI 연구 접근 프로그램의 연구원들에 의해 사용이 가능하다.